# Sistema judiciário do Reino Unido

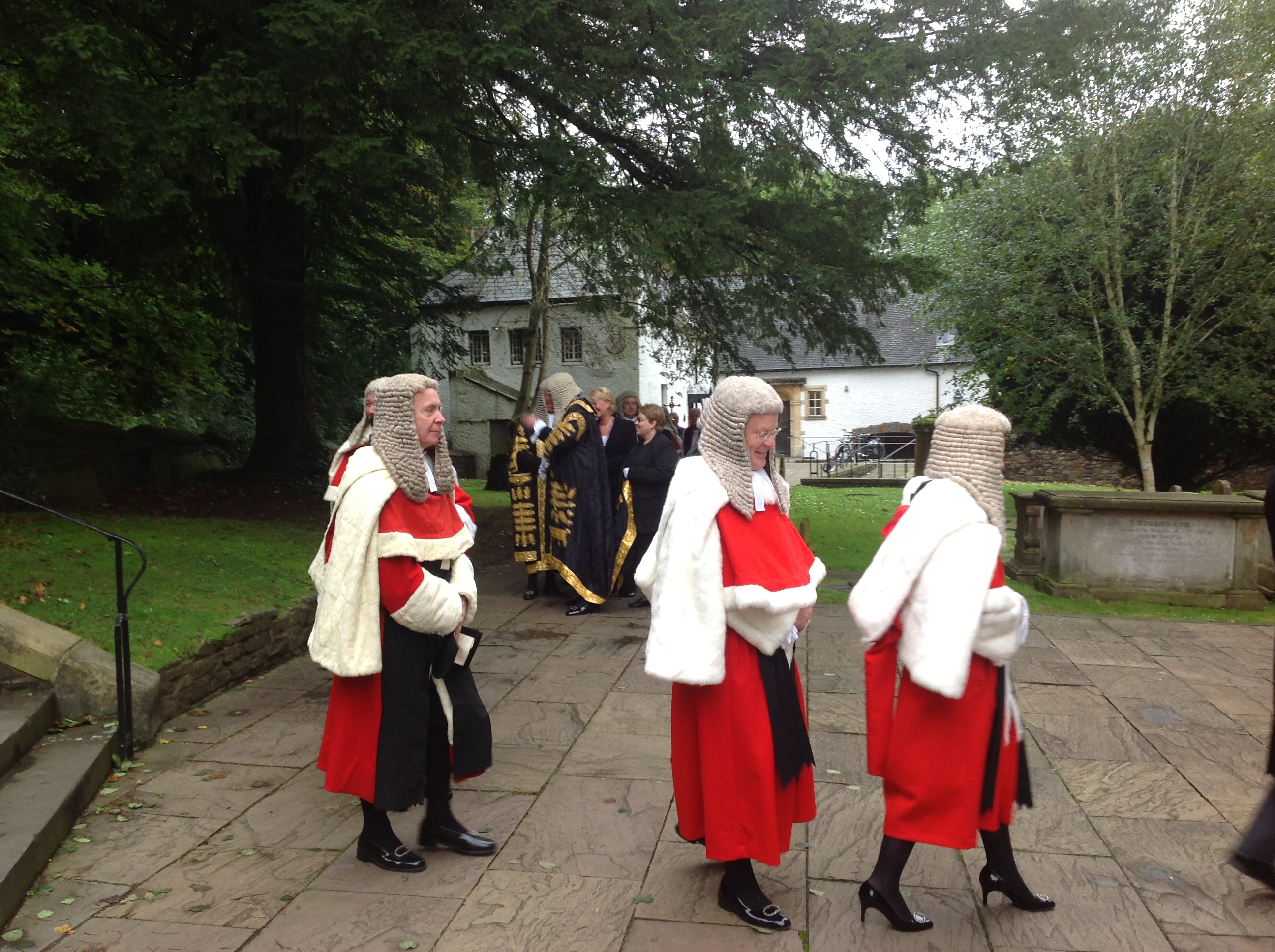
Foto dos Juízes da Suprema Corte

O sistema judiciário do Reino Unido é o judiciário distinto dos três sistemas jurídicos da Inglaterra e País de Gales, Irlanda do Norte e Escócia. No entanto, os juízes da Suprema Corte do Reino Unido, a Comissão Especial de Recursos de Imigração, os Tribunais de Trabalho, o Tribunal de Recursos de Trabalho e o sistema de tribunais do Reino Unido têm jurisdição em todo o Reino Unido. No direito do trabalho, os tribunais de trabalho e o Employment Appeal Tribunal têm jurisdição em todo o a Grã-Bretanha (ou seja, não na Irlanda do Norte).

## Juízes da Suprema Corte
A Suprema Corte do Reino Unido são conhecidos como Juízes da Suprema Corte, e também são Conselheiros Privados. Os juízes da Suprema Corte recebem o título de cortesia de Senhor ou Senhora vitalício.
O Supremo Tribunal é um Tribunal relativamente novo criado em outubro de 2009 na sequência da Lei da Reforma Constitucional de 2005. Anteriormente, o Supremo Tribunal de Apelação do Reino Unido era o Comitê de Apelação da Câmara dos Lordes, formado pelos Lords of Appeal in Ordinary, também conhecidos como Law Lords, que com outros Lord Justices agora formam a Suprema Corte. Também assumiu casos de devolução do Comitê Judiciário do Conselho Privado. Esses Law Lords tinham permissão para se sentar na Câmara dos Lordes e eram membros vitalícios.
A Suprema Corte atua como a mais alta corte de apelação para todos os casos na Inglaterra e País de Gales e na Irlanda do Norte, mas apenas para casos civis na Escócia. O Tribunal Superior da Justiça continua a ser o tribunal de último recurso na Escócia para processos criminais. O High Court of Justiciary continua a ser o tribunal de último recurso na Escócia para processos criminais.
O Supremo Tribunal é dirigido pelo Presidente e Vice-Presidente do Supremo Tribunal Federal e é composto por mais dez Ministros do Supremo Tribunal.
Os juízes não usam vestidos ou perucas na corte, mas em ocasiões cerimoniais usam vestidos de damasco preto com renda dourada sem peruca.

## Tribunal Judiciário
O sistema de tribunais do Reino Unido faz parte do sistema nacional de justiça administrativa com tribunais classificados como órgãos públicos não departamentais (NDPBs). Embora tenha crescido em uma base ad hoc desde o início do século XX, a partir de 2007 as reformas foram postas em prática para construir um sistema unificado com autoridade judicial reconhecida, rotas de apelação e supervisão regulatória, e membros legalmente qualificados reconhecidos de tribunais como membros do judiciário que têm garantia de independência judicial continuada. O sistema de tribunal do Reino Unido é chefiado pelo Presidente Sênior dos Tribunais.